# Somatidia halli
Somatidia halli là một loài bọ cánh cứng trong họ Cerambycidae.